# 비교문화심리학
비교문화심리학(cross-cultural psychology)은 다양한 문화적 조건 하에서 가변성과 불변성을 모두 포함하는 인간 행동과 정신적 과정을 과학적으로 연구하는 학문이다. 행동, 언어, 의미의 문화적 차이를 인식하기 위한 연구 방법론의 확장을 통해 심리학을 확장하고 발전시키려고 한다. 학문 분야로서의 심리학은 주로 북미와 유럽에서 발전했기 때문에 일부 심리학자들은 보편적인 것으로 받아들여지는 구조와 현상이 이전에 가정했던 것만큼 변하지 않는다는 점을 우려하게 되었다. 특히 다른 문화에서 주목할만한 실험을 재현하려는 많은 시도가 다양한 성공을 거두었기 때문이다. 감정, 인지, 자아 개념과 같은 중심 주제와 정신병리학, 불안, 우울증과 같은 문제를 다루는 이론이 다른 문화적 맥락으로 "수출"될 때 외부 타당성이 부족할 수 있는지에 대한 의문이 있기 때문에 교차- 문화심리학은 이를 재검토한다. 이는 문화적 차이를 설명하기 위해 문화적 차이를 고려하도록 고안된 방법론을 사용하여 수행된다. 일부 비평가들은 다문화 심리학 연구의 방법론적 결함을 지적했으며, 사용된 이론적, 방법론적 기반의 심각한 결함이 심리학의 보편적 원리에 대한 과학적 탐구를 돕는 것이 아니라 방해한다고 주장했다. 다문화 심리학자들은 물리학이나 화학 스타일의 보편성을 찾기보다는 차이(변이)가 어떻게 발생하는지에 대한 연구에 더 많은 관심을 기울이고 있다.
비교문화심리학은 제2차 세계대전 이전에는 심리학의 작은 영역에 불과했지만, 1960년대에 그 중요성이 커지기 시작했다. 1971년에는 다문화 연구를 위한 학제간 협회(SCCR)가 설립되었고, 1972년에는 국제 다문화 심리학 협회(IACCP)가 설립되었다. 그 이후로 심리학의 이 분야는 수많은 심리학 현상에 대한 연구에 문화와 다양성을 통합하는 인기가 높아짐에 따라 계속 확장되었다.
비교문화심리학은 문화심리학과 구별된다(그러나 영향을 미치고 영향을 받는다). 이는 인간 행동이 문화적 차이에 의해 크게 영향을 받는다고 주장하는 심리학의 한 분야를 의미한다. 즉, 심리적 현상은 서로 간에 비교할 수 있다는 의미이다. 제한된 범위 내에서 문화를 접할 수 있다. 대조적으로, 교차문화 심리학에는 행동과 정신적 과정에서 가능한 보편성에 대한 탐색이 포함된다. 비교문화 심리학은 "심리학 내에서 완전히 별개의 분야라기보다는 일종의 연구 방법론으로 생각할 수 있다." 또한, 비교문화심리학은 국제 심리학과 구별될 수 있는데, 국제 심리학은 특히 최근 수십 년 동안 심리학의 세계적 확장을 중심으로 이루어졌다. 그럼에도 불구하고, 교차문화 심리학, 문화 심리학, 국제 심리학은 심리학을 문화 전반과 글로벌 맥락에서 심리학적 현상을 이해할 수 있는 보편적인 학문으로 확장하려는 공통된 관심으로 통합되어 있다.

## 같이 보기
- 문화심리학
- 세계 가치관 조사